# The Grinch (игра)
«Гринч» (англ. The Grinch) — видеоигра, основанная на фильме «Как Гринч украл Рождество». Игра была выпущена примерно в то время, когда вышел и фильм в кинотеатрах в 2000 году. Джордж Лоу не указан в титрах в качестве рассказчика игры. Версия Game Boy Color была перенесена в Японию и выпущена 22 ноября 2000 года.

## Геймплей
Играя за Гринча, игрок может прыгать, бить по земле и использовать своё вонючее дыхание, чтобы преодолевать различные препятствия в игре. По ходу игры открываются разные гаджеты, которые используются для выполнения разных задач.

## Сюжет
Гринч смотрит на Ктоград в свой телескоп с горы Крампит, планируя забрать подарки ктошек с помощью своих гаджетов. Он идёт в свою пещеру и просматривает свои чертежи, решая, какое устройство сделать первым. Однако Гринч случайно падает со своей горы ящиков, и его чертежи улетают в Ктоград и другие части Ктолэнда. Гринч посещает Ктоград, Ктолес, Ктомуниципальную свалку и Ктоозеро, уничтожая рождественские подарки, разыгрывая ктошек и в процессе возвращая части своих чертежей, чтобы он мог украсть Рождество.

## Критика и отзывы
| Сводный рейтинг         | Сводный рейтинг | Сводный рейтинг | Сводный рейтинг | Сводный рейтинг |
| Издание                 | Оценка          | Оценка          | Оценка          | Оценка          |
| Издание                 | Dreamcast       | GBC             | PC              | PS              |
| ----------------------- | --------------- | --------------- | --------------- | --------------- |
| GameRankings            | 50 %            | 67 %            | 50 %            | 56,06 %         |
| Metacritic              | 51/100          | N/A             | 55/100          | 55/100          |
| Иноязычные издания      |                 |                 |                 |                 |
| Издание                 | Оценка          | Оценка          | Оценка          | Оценка          |
| Издание                 | Dreamcast       | GBC             | PC              | PS              |
| AllGame                 | N/A             | N/A             | [ 11 ]          | N/A             |
| EGM                     | N/A             | N/A             | N/A             | 2,67/10         |
| GameFan                 | N/A             | N/A             | N/A             | 69 %            |
| Game Informer           | N/A             | N/A             | N/A             | 5/10            |
| GamePro                 | N/A             | N/A             | N/A             | [ 15 ]          |
| GameSpot                | 6,3/10          | N/A             | N/A             | 4,8/10          |
| GameSpy                 | 4/10            | N/A             | N/A             | N/A             |
| GameZone                | N/A             | N/A             | N/A             | 8/10            |
| IGN                     | N/A             | 9/10            | 5,5/10          | 5/10            |
| Next Generation         | N/A             | N/A             | N/A             | [ 22 ]          |
| Nintendo Power          | N/A             | 6,7/10          | N/A             | N/A             |
| OPM                     | N/A             | N/A             | N/A             | [ 24 ]          |
| PC Zone                 | N/A             | N/A             | 65 %            | N/A             |
| The Cincinnati Enquirer | N/A             | N/A             | [ 26 ]          | [ 26 ]          |

Версии Dreamcast, PC и PlayStation получили «смешанные» отзывы согласно веб-сайту Metacritic. Джон Гаудиози из «NextGen» сказал о последней консольной версии: «Если у вас есть младший брат или сестра, которые просят эту игру на Рождество, вы можете найти себе несколько часов развлечения, но только несколько».
Версия для Game Boy Color заняла второе место в номинации «Игра в жанре экшн 2000 года» в номинации «Выбор редакции» на церемонии вручения наград «IGN»́ Лучшая игра 2000 года для Game Boy Color.

## Комментарии
1. ↑  В обзоре Electronic Gaming Monthly версии для PlayStation два критика дали ей оценку 3/10, а другой — 2/10.